# Bibliothekar

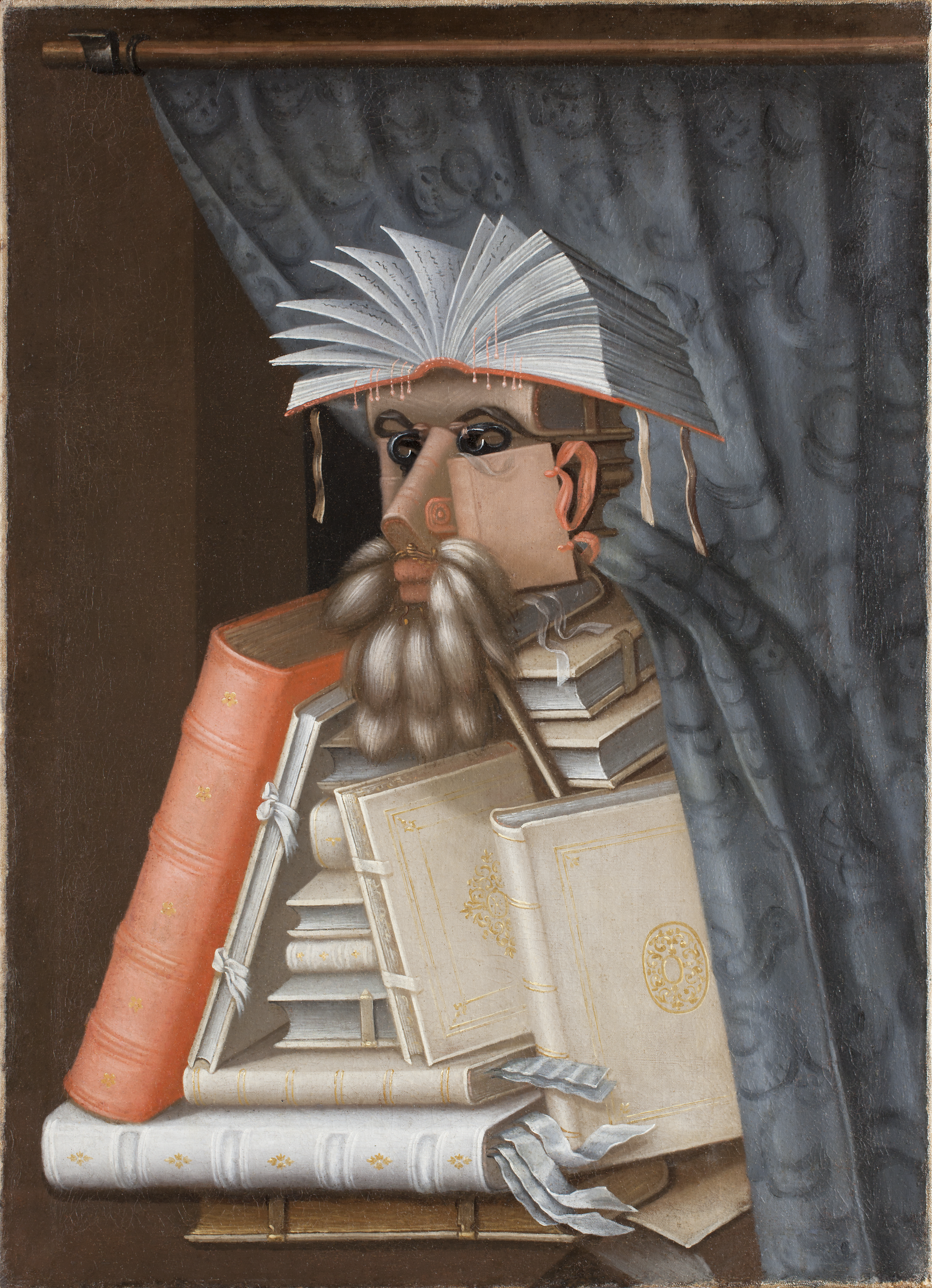
Giuseppe Arcimboldo, Der Bibliothekar, ca. 1570

Der Bibliothekar/die Bibliothekarin betreut und verwaltet Bibliotheken. Dieser Berufsgruppe obliegen die fachliche Erschließung von Wissensgebieten und Beständen der Bibliothek sowie bibliothekarische Managementaufgaben. Bei der Informationsvermittlung erschöpft sich das Wissen der Bibliothekarinnen und Bibliothekare nicht allein darin, über den Standort der Medien in der Bücherei/Bibliothek Bescheid zu wissen, sondern man vermittelt den Benutzenden auch weitere Quellen, z. B. Datenbanken oder Webseiten. Bibliothekarinnen und Bibliothekare sorgen darüber hinaus auch oft für die notwendige Pressearbeit, organisieren Lesungen und unterstützen die Leseförderung und Informationskompetenz.

## Arbeitsfelder
Bibliothekarinnen und Bibliothekare sind tätig in Öffentlichen und Wissenschaftlichen Bibliotheken, Unternehmen, Hochschulen und Forschungseinrichtungen. Sie sind meist im öffentlichen Dienst, aber auch in Unternehmen oder bei den Kirchen oder Behörden beschäftigt.
Das Arbeitsgebiet von Bibliothekarinnen und Bibliothekaren ist sehr vielfältig und reicht von der Leseförderung über die Erwerbung und Lizenzierung von Medien, die Vermittlung von Informations- und Medienkompetenz oder das Veranstaltungsmanagement bis hin zu forschungsnahen Dienstleistungen. Dabei können die Arbeitsfelder nach Bibliothekstyp variieren.
In öffentlichen Bibliotheken, die Medien und Dienstleistungen für breite Bevölkerungsgruppen anbieten, spielen bspw. Angebote für Kinder und Jugendliche eine große Rolle, so dass hier medienpädagogisch qualifizierte Bibliothekare eingesetzt werden. Bibliothekare in öffentlichen Bibliotheken sind nicht nur für das Medienangebot verantwortlich, sondern organisieren auch Veranstaltungen oder Kreativwerkstätten. Hinzu kommen Angebote für verschiedene Zielgruppen, wie etwa ältere Menschen oder Migranten. Diese Angebote werden häufig in Kooperation mit anderen kommunalen Einrichtungen entwickelt, z. B. mit Kindertagesstätten, Schulen oder Volkshochschulen.
In wissenschaftlichen Bibliotheken liegen die Arbeitsschwerpunkte auf der Versorgung von Forschung und Lehre. Bibliothekarinnen und Bibliothekare erwerben und lizenzieren Medien und kuratieren Information, die kostenfrei (ggf. Open Access) bereitgestellt wird, und erschließen diese für die Recherche in Bibliothekskatalogen, Discovery-Systemen und Suchmaschinen. Sie administrieren Bibliotheks-IT-Systeme, sorgen für das Metadatenmanagement und arbeiten bei der Retrodigitalisierung von Altbeständen oder der Langzeitarchivierung mit. Weitere Einsatzgebiete liegen im Bereich der Bibliotheksbenutzung, z. B. der Fernleihe oder des Raummanagements. Wissenschaftliche Bibliothekarinnen und Bibliothekare sind in die Vermittlung von Informationskompetenz sowie die Erstellung von forschungsnahen Dienstleistungen – z. B. Bibliometrie, Altmetrics, Publikationsunterstützung und Forschungsdatenmanagement – eingebunden.

## Ausbildung und Berufsgruppen

### Ausbildung in Deutschland

#### Fachangestellte für Medien- und Informationsdienste (Fachrichtung Bibliothek)
Fachangestellte für Medien- und Informationsdienste (FaMI) absolvieren nach einem mit gutem Erfolg abgeschlossenen Schulabschluss mindestens der 10. Klasse eine Berufsausbildung im dualen System auf der Grundlage des Berufsbildungsgesetzes. Die Mehrheit der Auszubildenden wird berufspraktisch in Einrichtungen des Bundes, der Länder oder der Kommunen ausgebildet, die theoretische Ausbildung erfolgt in der Regel überregional in Fachklassen in beruflichen Schulzentren. Diese Ausbildung befähigt zur Wahrnehmung von Aufgaben vor allem in der Erwerbung, Erschließung, technischen Bearbeitung von Medien sowie bei der Vermittlung von Medien und Informationen in jeglicher Form. Je nach Größe und Spezialisierung der Bibliothek treten Tätigkeiten im Rahmen der Leseförderung und der Vermittlung von Informations- und Medienkompetenz hinzu.

#### Bachelorstudium
An neun staatlichen Hochschulen gibt es grundständige Bachelor-Studiengänge, die für den Bibliotheks- und Informationsbereich ausbilden und eine Studiendauer von sechs bzw. sieben Semestern haben. Dazu gehören die Humboldt-Universität zu Berlin (HU Berlin), die Hochschule Darmstadt (HS Darmstadt), die Hochschule für Angewandte Wissenschaften Hamburg (HAW Hamburg), die Technische Hochschule Köln (TH Köln), die Hochschule für Technik, Wirtschaft und Kultur (HTWK) in Leipzig, die Fachhochschule Potsdam (FH Potsdam), die Hochschule für den öffentlichen Dienst in Bayern (HföD), die Hochschule der Medien Stuttgart (HdM), die Hochschule Hannover (HS Hannover). Die Hochschulen mit bibliotheks- und/oder informationswissenschaftlichen Studiengängen haben sich in der Konferenz der informations- und bibliothekswissenschaftlichen Ausbildungs- und Studiengänge (KIBA) als Sektion des Deutschen Bibliotheksverbandes (dbv) und Ausbildungskommission der Deutschen Gesellschaft für Information und Wissen (DGI) zusammengeschlossen.
Der Hochschulausbildung liegt das Verständnis einer Handlungswissenschaft zugrunde, die sich an den Bedarfen der Berufspraxis ausrichtet. Aufgrund der Vielseitigkeit der Handlungsfelder im Berufsfeld Bibliothek und Information und der Herausforderungen der Digitalisierung ist die Darstellung einer in sich konsistenten Fachdisziplin, die in einen festen Ausbildungskanon mündet, heute kaum noch möglich. Im Kern bezieht sich die bibliothekarische Ausbildung jedoch auf die Kuratierung, Strukturierung, Bereitstellung und Vermittlung von Information und Medien. In das Studium werden die spezifischen Rahmenbedingungen einbezogen, die sich auf dem Informationsmarkt, in Gesellschaft, Politik, Recht und Ethik zeigen. Unter Fragestellungen des Informationsmanagements, der Informationslogistik und des Informationsverhaltens werden Theorien, Methoden und Konzepte aus anderen Wissenschaftsdisziplinen thematisiert und angewendet (z. B. Betriebswirtschaft, Informations- und Medienökonomie, Informatik, Recht, Pädagogik, Psychologie, Ethik). Die Bachelorstudiengänge haben verschiedene Schwerpunktsetzungen und Profilierungen, z. B. im Bereich von Open Science, Forschungsdatenmanagement, Lernraum, Digital Literacy, Digital Humanities etc. An einigen Hochschulen findet eine Spezialisierung in Hinblick auf bestimmte Medienformen und Nutzergruppen von Bibliotheken statt, z. B. im Bereich der Kinder- und Jugendbibliotheken und Kindermedien (HdM Stuttgart, HTWK Leipzig) sowie Musikbibliotheken und Bibliotheksinformatik (HTWK Leipzig). Durch seine verwaltungsinterne Organisation und der Verbeamtung auf Widerruf während des Dualen Studiums bildet der Bachelorstudiengang „Bibliotheks- und Informationsmanagement“ am Fachbereich Archiv- und Bibliothekswesen der Hochschule für den öffentlichen Dienst in München eine Besonderheit.

#### Masterstudium
Konsekutive Masterstudiengänge setzen einen grundständigen Studienabschluss mit bibliotheks- und/oder informationswissenschaftlichem Schwerpunkt voraus. Die Bologna-Reform ermöglicht zudem die Kombination eines bibliotheks- bzw. informationswissenschaftlichen Bachelor mit einem fachfremden Master und umgekehrt. Die erste Variante wird in konsekutiven Masterstudiengängen realisiert, die entweder stärker bibliothekswissenschaftlich oder informationswissenschaftlich orientiert sind. Sie werden von der HU Berlin, die HS Darmstadt, die HAW Hamburg, die HS Hannover, TH Köln sowie die HTWK in Leipzig angeboten. Die Kombination eines beliebigen nichtbibliothekarischen Fachstudiums mit einer bibliotheks- bzw. informationswissenschaftlichen Qualifikation erfolgt normalerweise in Form eines zumeist berufsbegleitenden Weiterbildungsstudiums. Als Sondervariante gibt es darüber hinaus und zeitlich schon früher die verwaltungsinterne Ausbildung im Rahmen eines Referendariats sowie eines freien Volontariats.

#### Postgraduale Qualifizierung zur wissenschaftlichen Bibliothekarin/Bibliothekar
In den Beruf der/s wissenschaftlichen Bibliothekarin/s führt neben dem Weiterbildungsstudium (s. u.) auch die Ausbildung im Rahmen eines Referendariats oder Volontariats. Häufig ist die verwaltungsinterne Ausbildung im Rahmen eines Referendariats mit einem Masterstudium verknüpft. Voraussetzung dafür ist in der Regel ein abgeschlossenes wissenschaftliches Hochschulstudium auf Masterniveau. Die beamtenrechtliche Ausbildung im Vorbereitungsdienst als Beamter auf Widerruf wird vom Bund und acht Bundesländern (Baden-Württemberg, Bayern, Berlin, Bremen, Hessen, Niedersachsen, Rheinland-Pfalz, Schleswig-Holstein) angeboten und dauert zwei Jahre. Insgesamt werden etwa 30–40 Personen pro Jahrgang ausgebildet.
Sachsen und Thüringen bieten eine inhaltlich analoge Ausbildung in privatrechtlicher Form als Volontariat an. Gemeinsame Merkmale des Referendariats und des Volontariats sind ein ausgeprägter institutioneller Bezug zur Berufspraxis durch die in der Bibliothek als Ort der späteren Berufstätigkeit angesiedelte Ausbildung.
Der Vorbereitungsdienst umfasst zum einen die praktische Ausbildung in der ausbildenden Bibliothek. Bestandteile der praktischen Ausbildung sind oft die Übertragung selbständiger Verantwortungsbereiche (z. B. von Fachreferaten) und die Einbindung in Projektdurchführung oder -management. Zum anderen erfolgt eine theoretische Ausbildung, entweder in Form eines Fernstudiums am Institut für Bibliotheks- und Informationswissenschaft (IBI) der Humboldt-Universität zu Berlin oder als einjähriger Block an der Bibliotheksakademie Bayern in München.

### Berufliche Weiterbildung in Deutschland

#### Fachwirt für (Medien- und) Informationsdienste
Der Fachwirt für (Medien- und) Informationsdienste ist eine Aufstiegsfortbildung nach § 54 Berufsbildungsgesetz. Ziel dieser Lehrgänge ist es, die Teilnehmenden, die in der Regel eine Ausbildung zum FaMI abgeschlossen haben oder die als Quereinsteiger eine längere Berufspraxis im Tätigkeitsfeld von FaMIs aufweisen können, zur selbstständigen Wahrnehmung komplexer und verantwortungsvoller Aufgaben in Archiven, Bibliotheken sowie Informations- und Dokumentationseinrichtungen zu befähigen. Wichtige Anbieter sind das Zentrum für Bibliotheks- und Informationswissenschaftliche Weiterbildung an der TH Köln sowie der Hessische Verwaltungsschulverband.

#### Berufsbegleitendes Bachelorstudium
Neben den überwiegend als Vollzeitstudiengänge konzipierten Bachelorstudiengängen bietet die Fakultät Medien Information und Design der HS Hannover auch einen berufsbegleitenden Bachelorstudiengang an. Eine vergleichbare Möglichkeit, den Bachelorabschluss zu erwerben, ermöglicht die Fernweiterbildung Bibliothekswissenschaft des Fachbereichs Informationswissenschaften der Fachhochschule Potsdam.

#### Berufsbegleitendes Masterstudium als Weiterbildungsstudium
Berufsbegleitende Masterstudiengänge im Bibliotheks- und Informationsbereich gibt es als Weiterbildungsstudiengänge an der HS Hannover, der Technischen Hochschule Köln, der TH Wildau und der HU in Berlin. Weiterbildungsstudiengänge sind kostenpflichtige Studienangebote. Gemäß Anforderung der Kultusministerkonferenz wird für die Zulassung eine möglichst einschlägige berufspraktische Erfahrung von mindestens einem Jahr vorausgesetzt.
Der vom Institut für Informationswissenschaft der TH Köln angebotene, 4-semestrige Weiterbildungsstudiengang Bibliotheks- und Informationswissenschaft (MALIS) qualifiziert für Leitungs- und Führungsaufgaben im Bibliotheks- und Informationsbereich. Module dieses Studienangebotes können auch einzeln gebucht werden – und ggf. später als Studienleistung im Rahmen des Studiengangs anerkannt werden.
Die TH Wildau bietet einen berufsbegleitenden Masterstudiengang Bibliotheksinformatik an.
Die Hochschule der Medien (HdM) in Stuttgart bietet im Rahmen ihres Kontaktstudiums die Möglichkeit, einzeln buchbare Weiterbildungsmodule auf Masterniveau zu besuchen, die bei Interesse in einen akkreditierten Masterstudiengang eingebracht werden können.

#### Zertifikatskurse
Zertifikatskurse, die eine wissenschaftlich fundierte und anwendungsorientierte Weiterbildung in thematisch und organisatorisch abgeschlossenen Modulen bieten, sind unter einem Zertifikat als Leistungsnachweis international anerkannt und werden an der HdM in Stuttgart als Kontaktstudium und am Zentrum für Bibliotheks- und Informationswissenschaftliche Weiterbildung (ZBIW) der TH Köln angeboten.

#### Promotion
Im Bereich der Bibliothekswissenschaft ist eine Promotion ausschließlich am Institut für Bibliotheks- und Informationswissenschaft (IBI) der Humboldt-Universität zu Berlin sowie in den Informationswissenschaften in Berlin, Düsseldorf, Hildesheim und Regensburg möglich. Darüber hinaus gibt es seit 2017 ein gemeinsames Promotionszentrum für Angewandte Informatik der Hochschulen Darmstadt, Fulda, RheinMain (Wiesbaden, Rüsselsheim) und Frankfurt mit Sitz in Darmstadt. Im Rahmen der Promotionsförderung kooperieren darüber hinaus einige Hochschulen mit zum Teil auch fachfremden Universitäten.

### Ausbildung in Österreich
Ausbildungsgänge in Österreich
- Lehrberuf Archiv-, Bibliotheks- und Informationsassistent
- Lehrgang Bibliothek, Information und Dokumentation
- Bachelor Information, Medien & Kommunikation
- Universitätslehrgang Library and Information Studies: Grundlehrgang
- Universitätslehrgang Library and Information Studies: Aufbaulehrgang

Die einheitliche Ausbildung für Bibliothekspersonal mit Schwerpunkt wissenschaftliche Bibliotheken ist in Österreich in einer Gesetzesverordnung geregelt (BGBl. II Nr. 377/2014).
Der Büchereiverband Österreichs (BVÖ) ist Dachverband der österreichischen Bibliotheken mit Sitz in Wien. Gemeinsam mit dem Bundesinstitut für Erwachsenenbildung (BIfEB) St. Wolfgang, dem Österreichischen Bibliothekswerk, dem ÖGB-Büchereiservice und dem Bundesministerium für Unterricht, Kunst und Kultur bietet der BVÖ Ausbildungslehrgänge für Bibliothekare in öffentlichen Bibliotheken an.

### Ausbildung in der Schweiz
Die Ausbildungsmöglichkeiten in der Schweiz zu den so genannten I+D Berufen, welche unter anderem die traditionellen Berufsbezeichnungen Bibliothekarin/Bibliothekar, Archivarin/Archivar und Dokumentalistin/Dokumentalist beinhaltet, sind in der mehrsprachigen Schweiz vielfältig. Die Berufsverbände der einzelnen Sparten arbeiten dabei eng zusammen.

## Geschichtliche Aspekte

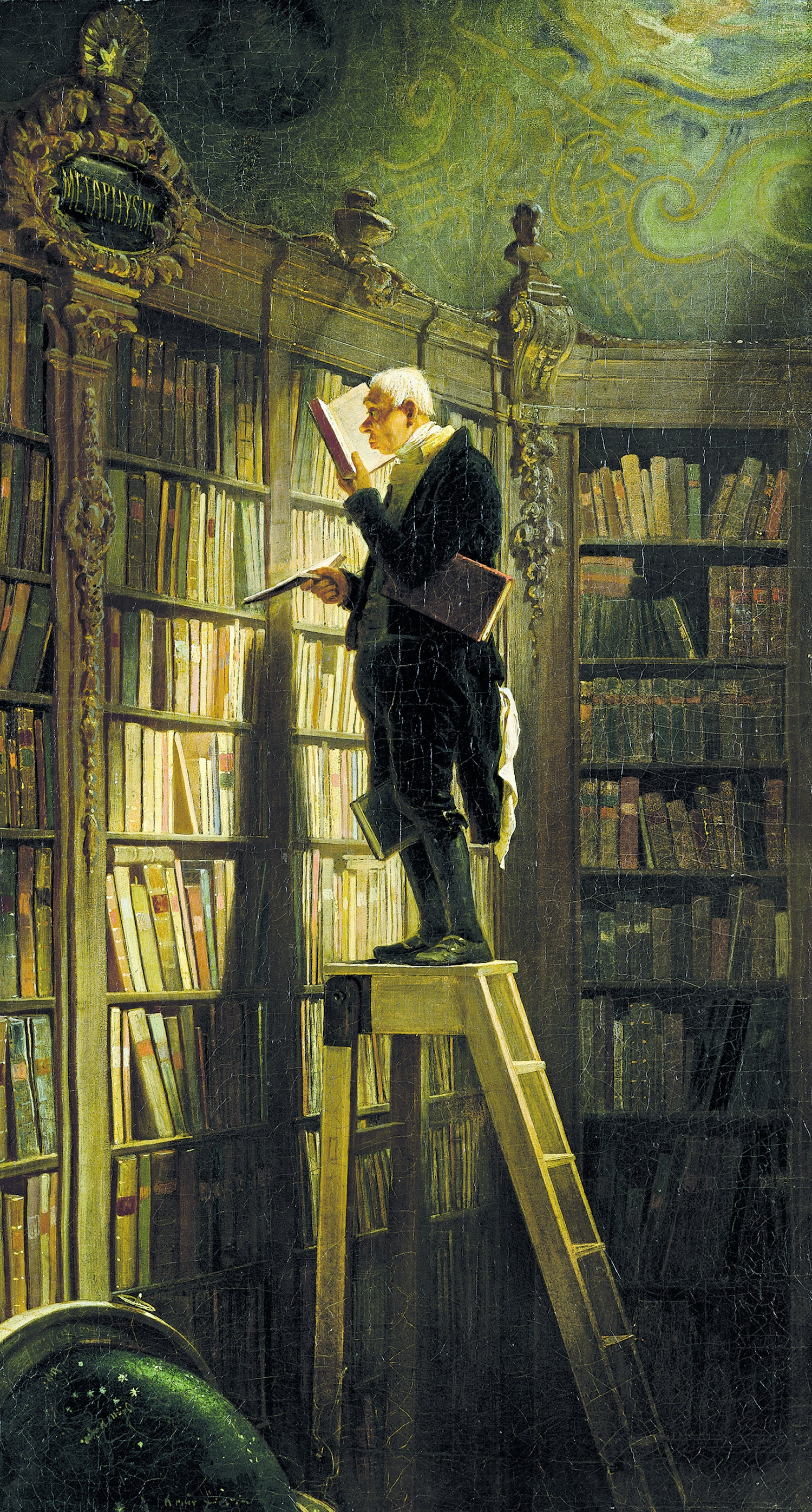
Der Bücherwurm von Carl Spitzweg um 1850

Bibliotheksarbeit galt über Jahrhunderte als eine Domäne von Männern – bis Anfang des 20. Jahrhunderts auch Frauen der Zutritt zum bibliothekarischen Beruf möglich wurde. In Deutschland erhielten Frauen um 1900 Zugang zum Arbeitsbereich der Bibliotheksarbeit. Die erste deutsche Bibliothekarin war Bona Peiser. Bis 1945 wurde Frauen der Zugang zum wissenschaftlichen Bibliotheksdienst in Deutschland erschwert. In der Zeit nach dem Zweiten Weltkrieg war das Berufsfeld der Bibliothekare v. a. von Frauen dominiert. Insgesamt liegt der Frauenanteil in Bibliotheken in Deutschland durch alle Ebenen hinweg nach einer Erhebung des Instituts für Arbeitsmarkt- und Berufsforschung im Bibliotheksbereich bei fast 75 % (Stand 2019).
Das Berufsbild war in Österreich zumindest bis zum Zweiten Weltkrieg vorwiegend eine Männerdomäne. Ähnlich dem „Lehrerinnenzölibat“ galt für Bibliothekarinnen im österreichischen Öffentlichen Dienst laut gesetzlichen Bestimmungen bis zum Beginn der Ersten Republik, in der Praxis weit länger, dass sie ihre Stellung aufgeben mussten, wenn sie durch Eheschließung finanziell abgesichert waren. Diese Regelung wurde durch die „Doppelverdienerverordnung“ von 1933 wiederhergestellt.

## Bekannte Bibliothekarinnen und Bibliothekare
Zahlreiche historische Persönlichkeiten waren als Bibliothekarin/Bibliothekar tätig, darunter Ricarda Huch, Belle da Costa Greene, Theresa Elmendorf, Helene Nathan, Ilona Hubay, Bona Peiser, Angela Daneu Lattanzi, Ada Adler, Golda Meir, Margaret Leiteritz, Henriette Avram, Alia Muhammad Baker, Immanuel Kant, Giacomo Casanova, Gotthold Ephraim Lessing, Friedrich Hölderlin, Jacob Grimm, Wilhelm Grimm, Johann Andreas Schmeller, August Heinrich Hoffmann von Fallersleben, Adolf von Harnack, Pius XI., Alfred Wotquenne, Johann Joachim Winckelmann, Alfred de Bougy und Jorge Luis Borges.
Für die Entwicklung von Bibliothekswesen und Bibliothekswissenschaft wichtig waren unter anderem S. R. Ranganathan, Melvil Dewey, Ernest Wickersheimer (1880–1965) und Martin Schrettinger.
Wolfgang Herrmann war der deutsche Bibliothekar und Nationalsozialist, dessen „schwarze Listen“ die Vorlage für die Bücherverbrennungen der „Aktion wider den undeutschen Geist“ 1933 in Deutschland lieferten.
Bekannte fiktive Angehörige des Berufsstandes sind das zweite Batgirl Barbara Gordon, Malachias von Hildesheim, der Bibliothekar im Roman Der Name der Rose und der Bibliothekar der Unsichtbaren Universität in Terry Pratchetts Scheibenwelt.